# Diversions navales du 6 juin 1944
Pendant Opération Bodyguard
Les opérations Taxable, Glimmer et Big Drum étaient des opérations militaires tactiques de diversion menées le 6 juin 1944 en appui au débarquement des Alliés en Normandie. Ces opérations constituèrent la composante navale de l'opération Bodyguard, une série plus large de diversions tactiques et stratégiques entourant l'invasion. De petits bateaux, avec des avions du Bomber Command de la RAF, simulèrent des flottes d'invasion approchant le cap d'Antifer, le Pas-de-Calais et la Normandie. Les opérations Glimmer et Taxable jouèrent sur la croyance allemande, amplifiée par les efforts alliés de diversion au cours des mois précédents, que la force d'invasion principale allait, en effet, débarquer dans la région de Calais. L’opération Big Drum se déroula sur le flanc ouest de la force d'invasion réelle pour tenter de semer la confusion parmi les forces allemandes, sur l'ampleur des débarquements. Ces opérations s'ajoutèrent à l’opération Titanic, qui avait pour but d’induire en erreur les Allemands sur les forces aéroportées du jour J. 
Il est difficile de savoir si les opérations réussirent, en raison de la complexité de leur exécution, du mauvais temps et du manque de réponse de la part des forces allemandes. Il est possible qu’elles contribuèrent à la confusion générale du jour J dans le cadre du plan Bodyguard plus vaste.

## Contexte
Les opérations Glimmer, Taxable et Big Drum étaient des opérations de diversion de la Seconde Guerre mondiale. Elles furent réalisées dans le cadre de l'opération Bodyguard, une vaste opération militaire stratégique de diversion destinée à soutenir l'invasion alliée de la France alors sous occupation allemande en juin 1944. Bodyguard fut conçu pour induire en erreur le haut commandement de l'Axe sur les intentions alliées pendant la période qui précéda l’invasion. 
Le London Controlling Section - LCS (Section de contrôle de Londres) avait passé beaucoup de temps à convaincre les commandants allemands que le premier groupe (fictif) de l'armée des États-Unis (FUSAG) représentait la majeure partie de la force d'invasion alliée. Le FUSAG fut fabriqué dans le cadre de l'opération Fortitude Sud.

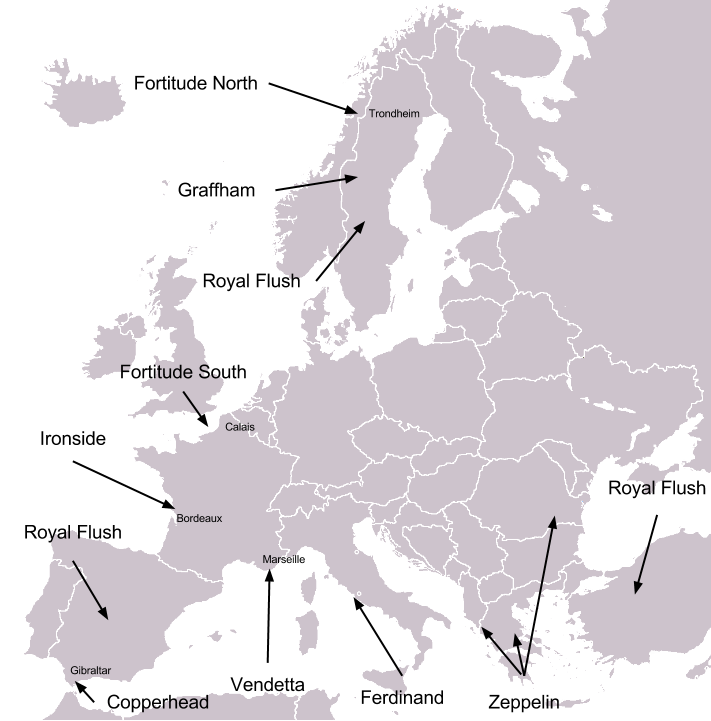
Carte de l'Europe avec les opérations de diversion du jour J dont une partie était constitué par l'opération Bodyguard.

L'histoire du FUSAG, côté Alliés, était que ce groupe d'armée, dans le sud-est de l'Angleterre, allait envahir la région du Pas-de-Calais plusieurs semaines après un débarquement de diversion plus modeste en Normandie. En réalité, la force d'invasion principale débarquerait en Normandie le jour J. À l'approche du jour J, le LCS passa à la planification d’opération de diversion tactique pour aider à couvrir les progrès des forces d'invasion réelles. En plus des opérations navales, le LCS prévut également des opérations impliquant des parachutistes et de diversion au sol. Ces derniers entrèrent en action lorsque les débarquements furent entamés, mais les premiers (impliquant des unités navales, aériennes et de forces spéciales) avaient été utilisés pour couvrir l'approche de la véritable flotte d'invasion.
En préparation des débarquements à venir, des scientifiques alliés avaient travaillé sur les techniques pour masquer la taille et la disposition d'une force d'invasion. Les défenses allemandes comptaient sur le système de radar Seetakt. Des scientifiques de la Telecommunications Research Establishment découvrirent que la résolution du radar Seetakt était d'environ 480 m. Pour tromper le système de radar, ils proposèrent de lâcher des nuages de bandelettes d'aluminium (chaff, connu sous le nom de code Window) à des intervalles de 3 kilomètres. Les nuages apparaitraient comme un écho continu, similaire à celui créé par une flotte en approche, sur les écrans allemands. Les Alliés détournèrent également de son utilisation première, des équipements radio, sous le nom de code Moonshine, pour leurrer le signal Seetakt. Le commandement allié décida que, plutôt que de masquer la flotte approchante, ces mesures serviraient à alerter les défenses allemandes. Il fut donc décidé de combiner ces techniques avec des petits groupes de bateaux pour simuler une flotte d'invasion ayant pour objectif la région de Calais. 
Les planificateurs alliés proposèrent que de petits bateaux, remorquant de grands ballons réfléchissant les ondes radar (nom de code Filbert) et transportant également les brouilleurs Moonshine et de l'équipement radio standard (pour la transmission de faux trafic), progresseraient vers la côte française sous un nuage de papier d'aluminium. Les chaff et autres contre-mesures dissimuleraient la petite taille de la force navale tandis que le trafic radio jouerait sur l'histoire du FUSAG pour tromper les Allemands qui s'attendraient au débarquement principal. Une troisième opération de diversion, l'opération Big Drum, utiliserait des contre-mesures radar sur le flanc ouest de la véritable flotte d'invasion. Cette opération avait pour but de semer la confusion quant à l'ampleur des débarquements en Normandie,.

## Opérations Glimmer et Taxable

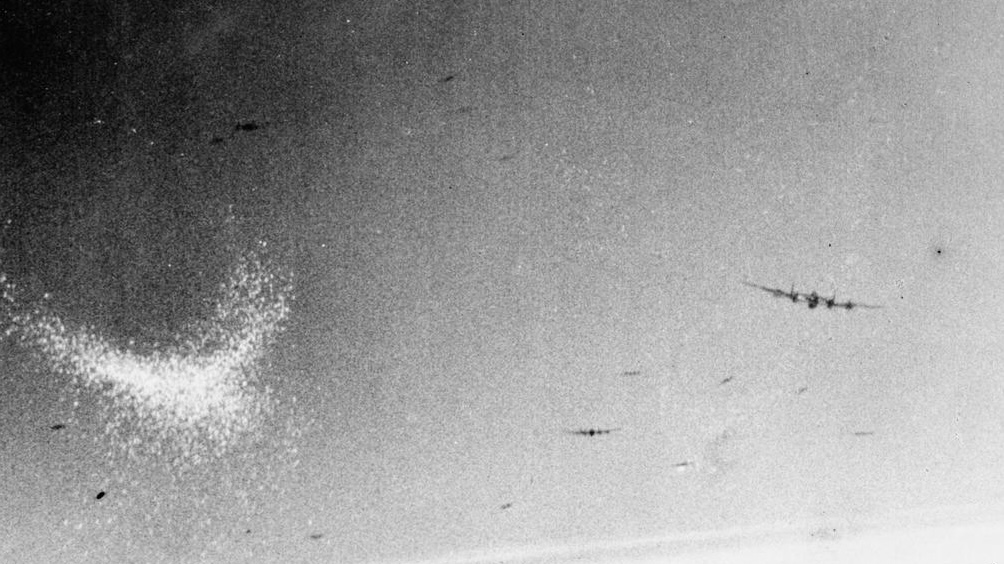
Paillettes tombant d'un bombardier Lancaster, similaire à ceux utilisés au cours des opérations Taxable et Glimmer

Glimmer et Taxable étaient des opérations très similaires. Elles furent exécutées dans les premières heures du 6 juin 1944, alors que la flotte d'invasion approchait de la Normandie. Taxable simulait une force d'invasion approchant du cap d'Antifer et Glimmer menaçait le Pas-de-Calais. En laissant des paillettes suivant un motif progressif, les bombardiers de la Royal Air Force furent capables de créer l'illusion d'une grande flotte sur les écrans des radars côtiers. Sous les paillettes, les petits bateaux remorquèrent des ballons réfléchissant les ondes radars et simulérent le trafic radio attendu d'une grande flotte. Une fois attirées sur la côte, il était prévu que la RAF tentât de contenir les forces allemandes dans la région, et loin de Normandie, en bombardant les ponts et les routes.
Les opérations nécessitaient des vols précis selon des hippodromes avec des avions de remplacement devant s’insérer en toute transparence pour éviter de révéler des lacunes. Les bombardiers furent échelonnés tous les 3,2 km (2 milles) parallèlement à la côte française. Une fois en position, ils voleraient deux minutes et demie en direction de la côte, larguant des paillettes toutes les quinze secondes. Puis l'avion changerait de cap et se dirigerait en direction du large pendant deux minutes et dix secondes. En répétant ce circuit, la grande nuée de paillettes se dirigeait vers la côte comme une véritable flotte. Les avions durent être modifiés en perçant un trou dans leurs nez pour permettre le largage de grandes quantités de paillettes.

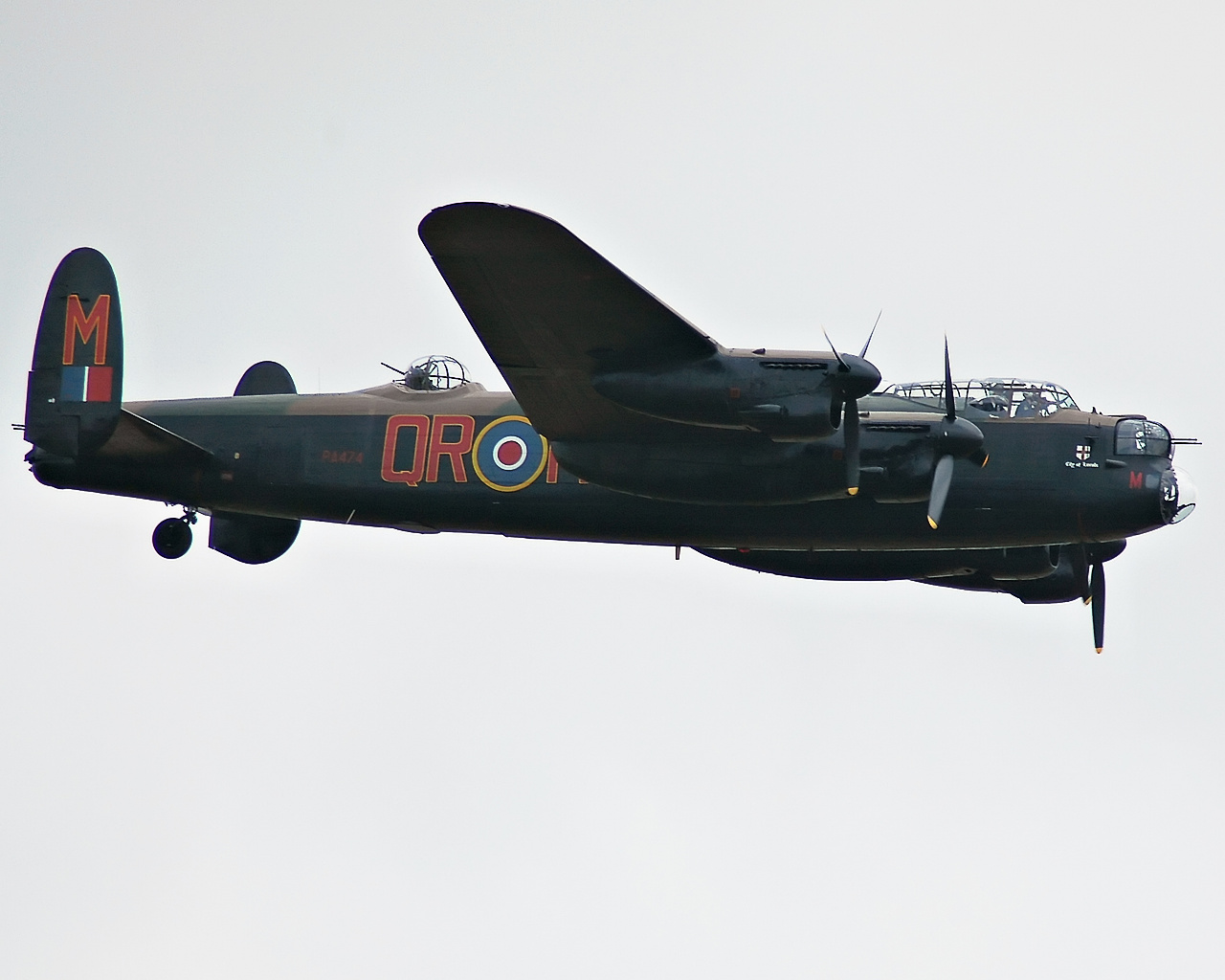
L’opération Glimmer fut conduite par le, les "Dam Busters" équipé de bombardiers Lancaster.

La plus grande des deux opérations, Taxable, fut réalisée par 18 petits bateaux, un mélange de vedette de défense portuaire et de pinasses de recherche et de sauvetage, désigné Special Task Force A,. Les paillettes furent larguées par des bombardiers Lancaster du 617e escadron, les "Dam Busters". Chaque avion transportait un équipage renforcé de 14 personnes. L'escadron commença à s'entraîner pour l'opération, le 7 mai, mais n'étaient pas au courant de leur objectif final,.
La Task Force A quitta le port dans la soirée du 5 juin mais se débattit dans une mer formée qui affecta son équipement et sa capacité à converger vers le point de rencontre. Le 6 juin, à 0 h 37, les bateaux de tête étaient dans les temps et avaient atteint le point de rassemblement. Entre 2 h et 4 h, les navires mirent en œuvre leurs équipements radar et radio alors qu'ils se dirigeaient vers un point situé à 11 kilomètres (7 milles) au large des côtes. De là, la Task Force simula une tentative de débarquement en fonçant rapidement jusqu’à moins de 3 km de la plage avant de revenir au point de rassemblement à 11 kilomètres sous la couverture de fumigènes. Pendant ce temps, seule une petite réaction allemande fut observée, incluant des projecteurs et des tirs intermittents. Peu après 5 h, l'opération pris fin et la task force largua des mines avant de se diriger vers Newhaven, atteignant le port à midi.
Les opérations aériennes pour l’opération Glimmer furent menées par le 218e escadron dit "Gold Coast" sous la direction du commandant d'escadre R.M. Fenwick-Wilson. L'escadron, qui volait sur bombardiers Short Stirling, était beaucoup plus petit que 617e et si bien qu’aucun avion de secours n’était disponible. Au lieu de cela, chaque avion transportait deux pilotes qui se relayaient. Le contingent naval, la Special Task Force B, sous le commandement du lieutenant-commandant W.M. Rankin, était composée de 12 vedettes de défense portuaire équipées de brouilleurs, de radios et de ballons réfléchissant les ondes radar. Le Task Force commença ses opérations de brouillage à environ 1 h, suivies par des bavardages radio environ une heure plus tard.
Glimmer suscita plus de réactions des forces allemandes que Taxable. La réponse allemande incluait des avions de reconnaissance envoyés pour enquêter sur la "flotte". Après avoir terminé leur mission (qui, contrairement à Taxable, ne prévoyait pas le mouillage de mines) les navires rentrèrent au port, pour l’atteindre à 13 h le jour J.

## Opération Big Drum
L’opération Big Drum était semblable aux autres opérations de diversion du jour J, mais sans composante aéroportée. La Task Force C était composée de quatre vedettes de défense portuaire, dont la tâche consistait à créer comme une diversion sur le flanc ouest de l'invasion. Le plan prévoyait à l'origine le groupe de travail, qui avait été rattaché à la Force U (le convoi le plus à l’ouest de la flotte d'invasion), pour mettre en œuvre l'équipement de brouillage radar alors qu'il approchait de la côte française, jusqu’à  3 km des côtes. Comme les Allemands ne réagissait pas, les navires se déplacèrent à moins de 2,5 km de la côte. Aucune réaction, ni aérienne, ni sur la côte, ne fut observée, et le convoi retourna en toute sécurité à Newhaven.

## Impact
Taxable, Glimmer et Big Drum furent compliquées dans l'exécution, car elles exigeaient une coordination des forces aériennes et navales. Lancée dans de mauvaises conditions météorologiques, Taxable ne sembla pas avoir l'effet désiré et ne généra pas une réponse significative des Allemands. La réaction à Glimmer fut plus encourageante. Les attaques contre les escadrons de bombardiers indiqua, au moins à la satisfaction du Bomber Command de la RAF, que les Allemands pensaient qu’une véritable menace existait. Il n'existe aucune preuve que Big Drum suscita une réponse spécifique de la côte. Selon l'historienne Marie Barbier, les conditions défavorables et la complexité des opérations contribuèrent à limiter la réponse de l'ennemi.
Au vu de renseignements issus d’interceptions radio, il semble que les forces allemandes dans la région du Pas de Calais signalèrent une flotte d'invasion. En outre, il y eut des rapports de leurres soumis à des tirs de batteries côtières dans ce domaine. Dans un rapport daté du 11 juin sur les opérations, le lieutenant commander Ian Cox (qui était chargé d'unités de diversion) indiqua que les forces allemandes avaient été convaincues par le faux trafic radio. Des dépêches interceptées d’Hiroshi Ōshima, ambassadeur du Japon en Allemagne, faisaient référence aux opérations navales de diversion. Une dépêche du 8 juin faisant référence à la région de Calais déclara qu’ « une escadre ennemie avait été mise en œuvre, et qu’elle avait été maintenant retirée ».
Bien que déçu de ne pas avoir vu de réaction durant la nuit du jour J, et encore incertains de leur impact réel, les équipages de bombardiers étaient fiers des opérations. Le chef d'escadron Les Munro du 617e escadron écrivit: « J'ai toujours considéré l'opération comme étant la plus importante que l'escadron ait réalisée dans mon temps - non pas à cause du mauvais temps, ni en raison d'une menace de l'ennemi et ne se mesurerait pas par des résultats visibles, mais en raison des exigences de vol et de navigation très strictes que nous devions observer ».